# Lea Wagner
Lea Wagner (* 15. August 1994 in Wiesbaden) ist eine deutsche Journalistin und Fernsehmoderatorin.

## Leben und Karriere
Wagner ist die Tochter des Fußballtrainers David Wagner. Sie wuchs unter anderem in Mainz, Gelsenkirchen, Gütersloh und Lützelsachsen auf.
Nach dem Abitur am Werner-Heisenberg-Gymnasium Weinheim studierte Wagner von 2013 bis 2016 Crossmedia-Redaktion an der Hochschule der Medien Stuttgart. Vor und während des Studiums sammelte sie erste journalistische Erfahrungen, u. a. bei BVB total, Stuggi.TV, Sky, der ARD-Sportschau und dem SWR. Im Anschluss an das Studium absolvierte sie ein zweijähriges Volontariat bei der rt1.media group in Augsburg. Seit Juni 2018 arbeitet Wagner für die Sportredaktion des SWR Fernsehens. Hier moderiert sie regelmäßig die Sendungen von SWR Sport in Baden-Württemberg und seit Februar 2020 auch in Rheinland-Pfalz sowie SWR Sport Fußball und Sport Extra. Außerdem war sie als Reporterin bei Live nach neun zu sehen.
Seit 2021 ist Wagner als Nachfolgerin von Matthias Opdenhövel feste Moderatorin der Skisprung-Übertragungen in der ARD-Sportschau.
Nachdem Wagner neben der Berichterstattung zu anderen Sportarten weitere Beiträge zur Fußballberichterstattung geleistet hatte, wurde sie im Juni 2023 als neue Moderatorin der Sportschau am Samstag mit unter anderem den Zusammenfassungen der Bundesliga-Spiele bekanntgegeben. Sie trat die Nachfolge von Jessy Wellmer an, die zur Hauptmoderatorin der Tagesthemen aufstieg.

## Fernsehmoderationen
- seit 2018: SWR Sport Fußball (früher Sport am Samstag), SWR Fernsehen
- seit 2018: SWR Sport Extra, SWR Fernsehen
- 2018–2023: Live nach neun, Reporterin, Das Erste
- seit 2019: SWR Sport in Baden-Württemberg (früher: Sport im Dritten), SWR Fernsehen
- seit 2020: SWR Sport in Rheinland-Pfalz (früher: Flutlicht), SWR Fernsehen
- 2021: Olympische Spiele in Tokio, Sportschau, ARD
- seit 2021: heimspiel!, hr-fernsehen
- seit 2021: Sportschau, Das Erste
- 2023: Das große Menschenraten, SWR Fernsehen
- 2024: Frag mich was Leichteres!, Das Erste